# Amalienburg

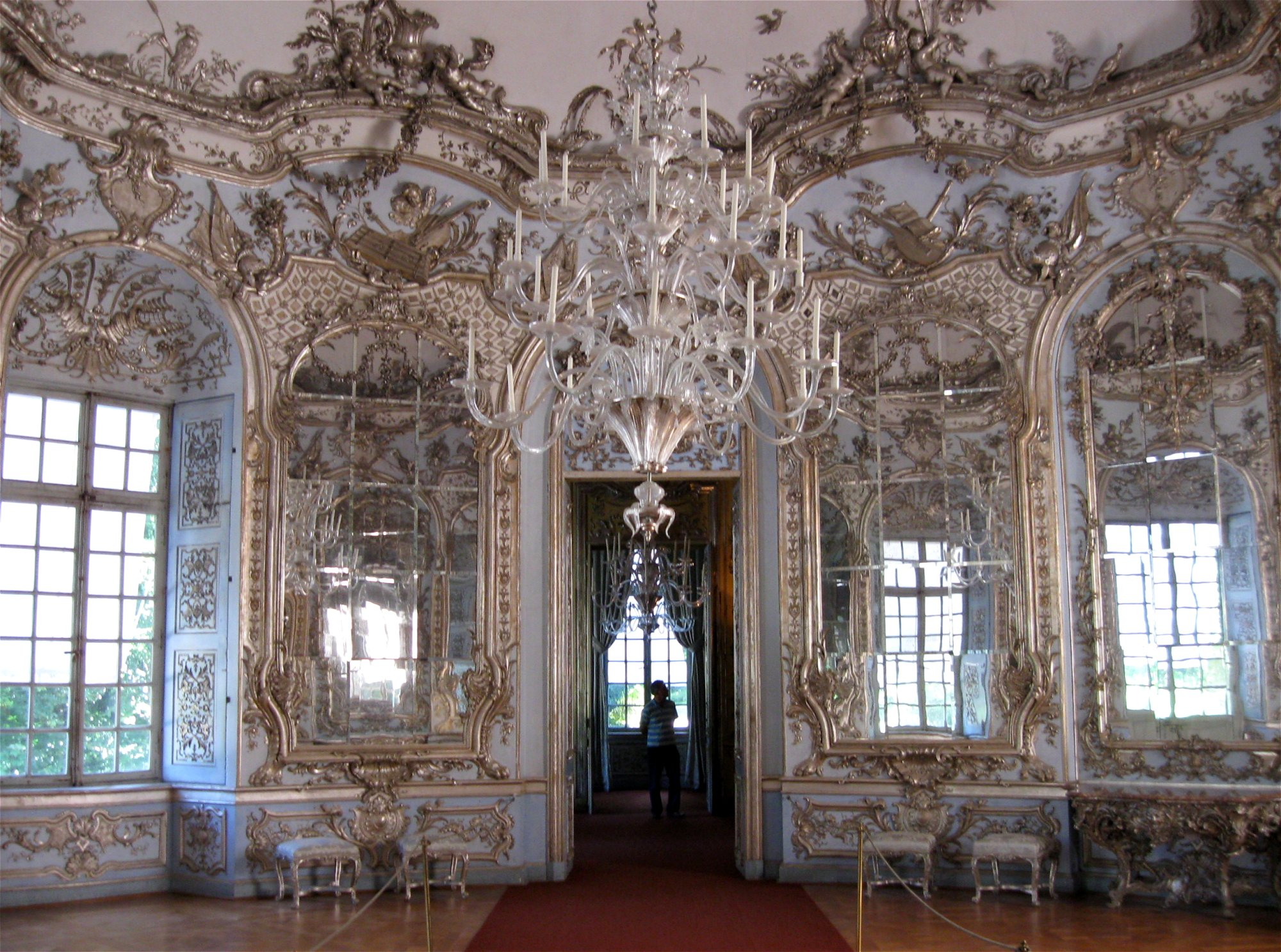
Interior, Salão dos Espelhos

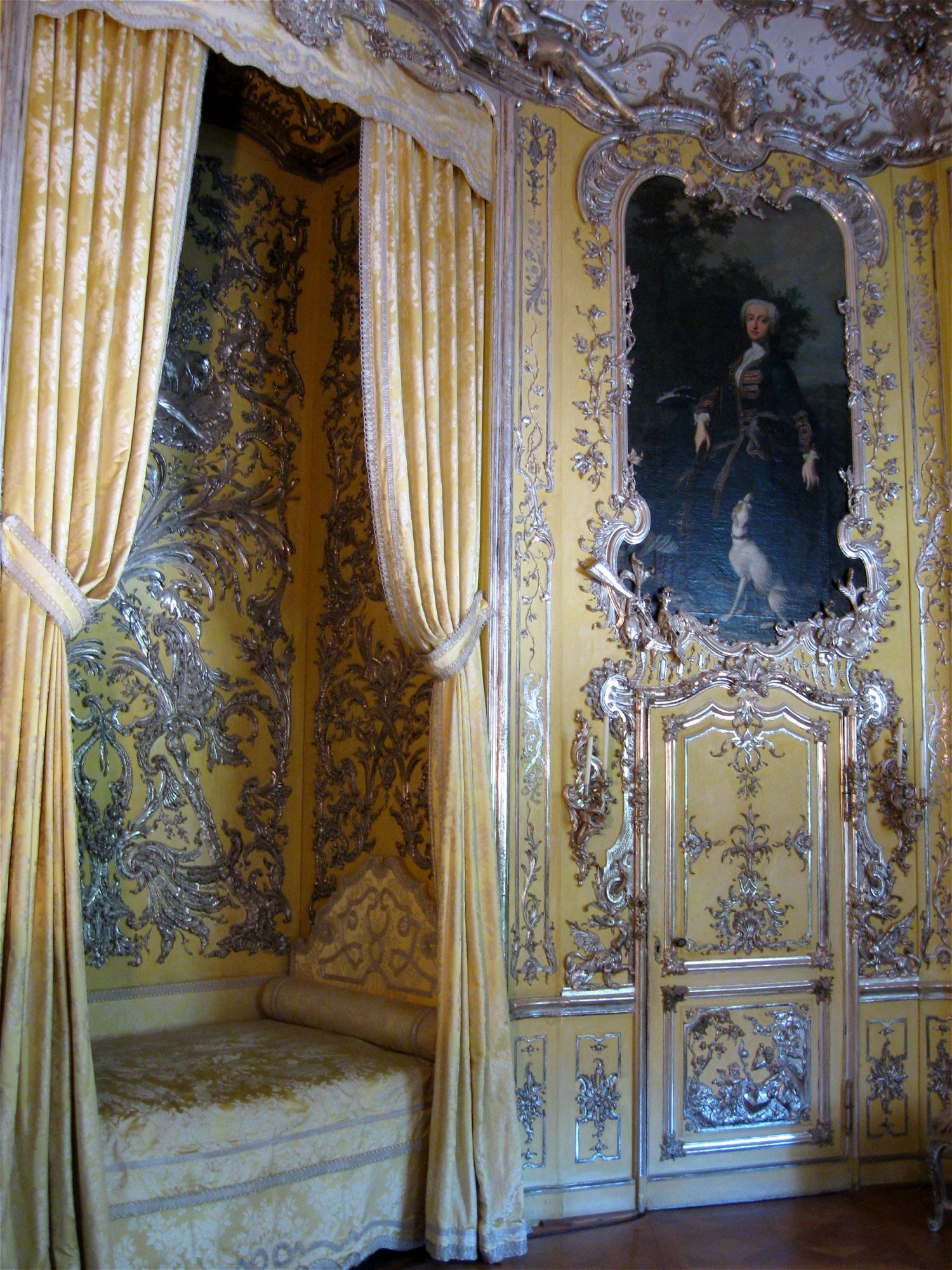
Interior, Sala de descanso

O Amalienburg é um elaborado pavilhão de caça localizado no Parque do Palácio de Nymphenburg, em Munique, no sul da Alemanha. Foi projetado por François de Cuvilliés em estilo rococó e construído entre 1734 e 1739 para o eleitor Karl Albrecht e mais tarde para o Sacro Imperador Romano Carlos VII e sua esposa, Maria Amália da Áustria. Aos olhos de muitos especialistas, é o melhor exemplo do rococó alemão.
A maior parte do andar térreo é destinada ao Salão dos Espelhos, um espaço circular no centro do edifício; as suas paredes espelhadas refletem o parque. Foi projetado por Johann Baptist Zimmermann e Joachim Dietrich (1690–1753). Com uma atmosfera etérea, as cores nacionais da Baviera: prata e azul.